# مگس‌های گل
مگس‌های گل (نام علمی: Anthomyiidae) نام یک تیره از راسته مگس است.